# Bielkówko
Bielkówko is een plaats in het Poolse district  Gdański, woiwodschap Pommeren. De plaats maakt deel uit van de gemeente Kolbudy en telt 763 inwoners.

## Verkeer en vervoer
- Station Bielkowo